# Aloe perfoliata

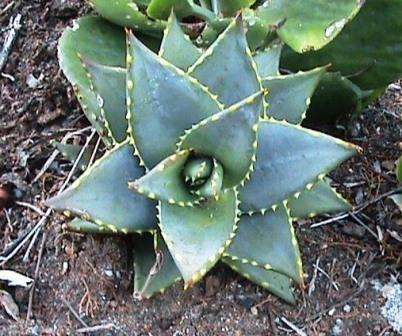
Vista de la planta

Aloe perfoliata és una espècie de planta suculenta del gènere Aloe dins la família de les asfodelàcies, endèmica de Namibia i Sud-àfrica.
És una espècie que es troba sobre sòls sorrencs, lleugerament àcids, sota nivell de l'humus, a zones muntanyoses fins a 1.500 m, llocs plans, rocosos i penya-segats. És una de les poques àloe del Cap que floreixen durant l'estiu.

## Descripció
És una planta suculenta amb les fulles agrupades en rosetes basals, que arriba a mesurar els 75 cm d'alçada. Les fulles són amples, curtes, carnoses i de color verd blavós sense taques o línies però amb els marges armats amb espines. Les flors són tubulars de color vermell agrupades en densos caps florals al final d'una tija erecta que sorgeix de la roseta.

## Taxonomia
Aloe perfoliata va ser descrita per Linné i publicada a Species Plantarum 319, l'any 1753.

### Etimologia
- Aloe: nom genèric d'origen molt incert: podria ser derivat del grec άλς, άλός (als, alós), "sal" - donant άλόη, ης, ή (aloé, oés) que designava tant a la planta com al seu suc - a causa del seu gust, que recorda a l'aigua del mar.[5] D'aquí va passar al llatí ălŏē, ēs amb la mateixa acceptació, i que, en sentit figurat, significava també "amarg". S'ha proposat també un origen àrab, alloeh, que significa "la substància amarga brillant"; però és més probable un origen complex a través de l'hebreu ahal (אהל), freqüentment citat a texts bíblics.[6][7]
- perfoliata: epítet llatí que significa "amb fulles unides al voltant de la tija".[8]

## Usos
A part de klipspringer (Oreotragus oretragus) i Dassies que ocasionalment mengen les arrels i tiges de la planta, no hi ha registres d'usos humans d'aquesta espècie en particular. No obstant això, com amb altres aloes, la saba amarga de color groc de les fulles pot ser utilitzat com a laxant i per curar les ferides. D'altra banda, el valor hortícola d'A perfoliata en jardins és evident. És una planta molt coneguda i establerta en l'horticultura. Per a jardins més petits, les plantes es poden utilitzar en caixes de plantes profundes o testos. La situació ideal al jardí és, per descomptat, quan es planten en un grup de ± 20 plantes. Per a la floració òptima, recordeu que s'ha de plantar A. perfoliata en el ple sol. Jardins de roques aixecades que permeten un bon drenatge són les millors situacions per a aquestes plantes. Terraplens i murs de contenció són també perfectes, com els pantalons, naturalment, tendeixen a lliscar i poden cobrir grans àrees especialment si vostè té un lloc difícil o desagradable al jardí.

### Sinonímia
| - Aloe mitriformis var. spinulosa - Aloe depressa Salm-Dyck ex Steud. - Aloe mitriformis var. albispina - Aloe mitriformis var. angustior - Aloe mitriformis var. commelyni - Aloe mitriformis var. elatior - Aloe commelyni Willd. - Aloe mitriformis var. humilior - Aloe reflexa Marum ex Steud. - Aloe mitriformis Willd. - Aloe spinulosa Salm-Dyck - Aloe mitriformis var. xanthacantha - Aloe xanthacantha Willd. | - Aloe nobilis Haw. - Aloe mitriformis var. flavispina - Aloe brevifolia Haw. - Aloe parvispina SchÖnland - Aloe perfoliata var. brevifolia - Aloe perfoliata var. mitriformis - Aloe mitriformis var. spinosior - Aloe albispina Haw. - Aloe mitriformis Mill. - Aloe mitriformis var. pachyphylla - Aloe mitriformis DC. - Aloe flavispina Haw. |